# Ramón Abeledo
Ramón Gregorio Abeledo (1937. április 19. –) argentin válogatott labdarúgó.
Az argentin válogatott tagjaként részt vett az 1962-es világbajnokságon.

## Sikerei, díjai
Independiente
- Argentin bajnok (1): 1960